# Hypoleria consimilis
Hypoleria consimilis är en fjärilsart som beskrevs av Talbot 1929. Hypoleria consimilis ingår i släktet Hypoleria och familjen praktfjärilar. Inga underarter finns listade i Catalogue of Life.